# 山本昌太
山本 昌太（やまもと しょうた、1990年5月9日 - ）は、ラグビーユニオン選手。

## 略歴
OTJラグビースクールでラグビーを始めた。
大阪桐蔭高校時代、高校日本代表に選ばれ、第32回高校東西対抗試合の参加メンバーに選出された。　
2009年、天理大学に入学。
2012年、天理大学ラグビー部の副将に就任した。
2013年、天理大学卒業後、リコーブラックラムズ(現・リコーブラックラムズ東京)に加入。同年8月31日に行われたジャパンラグビートップリーグ第1節のコカ・コーラウエストレッドスパークス戦に途中出場で公式戦初出場を果たす。
2014年、リコーブラックラムズの副将に就任した。
2025年5月、リコーブラックラムズ東京を退団。
2025年6月、立教大学体育会ラグビー部BKコーチ就任。